# Coppa panamericana femminile di pallavolo 2003
La II Coppa panamericana femminile di pallavolo si è svolta dal 30 giugno al 5 luglio 2003 a Saltillo, in Messico. Al torneo hanno partecipato 8 squadre nazionali nordamericane e sudamericane e la vittoria finale è andata per la prima volta agli Stati Uniti, i quali si è qualificata di diritto al World Grand Prix 2004, insieme al Brasile, prima squadra sudamericana classificata e Repubblica Dominicana e Cuba, rispettivamente seconda e terza squadra nordamericana classificata.

## Squadre partecipanti
| - Brasile - Canada - Cuba - Messico | - Porto Rico - Rep. Dominicana - Stati Uniti - Venezuela |

## Gironi
| Girone A                              | Girone B                               |
| ------------------------------------- | -------------------------------------- |
| Brasile Canada Porto Rico Stati Uniti | Cuba Messico Rep. Dominicana Venezuela |

## Fase finale

### Finali 1º e 3º posto
|  | Quarti          | Quarti          |                 |      | Semifinale | Semifinale |  |  | Finale | Finale |
|  |                 |                 |                 |      |            |            |  |  |        |        |
|  |                 |                 |                 |      |            |            |  |  |        |        |
|  |                 |                 |                 |      |            |            |  |  |        |        |
|  | Brasile         | 3               |                 |      |            |            |  |  |        |        |
|  | Brasile         | 3               |                 |      |            |            |  |  |        |        |
|  | Venezuela       | 0               |                 |      |            |            |  |  |        |        |
|  | Venezuela       | 0               | Stati Uniti     | 3    |            |            |  |  |        |        |
|  |                 |                 | Stati Uniti     | 3    |            |            |  |  |        |        |
|  |                 | Brasile         | 1               |      |            |            |  |  |        |        |
|  | -               | Brasile         | 1               | -    |            |            |  |  |        |        |
|  | -               |                 |                 | -    |            |            |  |  |        |        |
|  | -               | -               |                 |      |            |            |  |  |        |        |
|  | -               | -               | Stati Uniti     | 3    |            |            |  |  |        |        |
|  |                 |                 | Stati Uniti     | 3    |            |            |  |  |        |        |
|  |                 | Rep. Dominicana | 0               |      |            |            |  |  |        |        |
|  | Rep. Dominicana | Rep. Dominicana | 0               | 3    |            |            |  |  |        |        |
|  | Rep. Dominicana |                 |                 | 3    |            |            |  |  |        |        |
|  | Canada          | 0               |                 |      |            |            |  |  |        |        |
|  | Canada          | 0               | Rep. Dominicana | 3    | 3º posto   | 3º posto   |  |  |        |        |
|  |                 |                 | Rep. Dominicana | 3    | 3º posto   | 3º posto   |  |  |        |        |
|  |                 | Cuba            | 2               |      |            |            |  |  |        |        |
|  | -               | Cuba            | 2               | -    | Brasile    | 0          |  |  |        |        |
|  | -               |                 |                 | -    | Brasile    | 0          |  |  |        |        |
|  | -               | -               |                 | Cuba | 3          |            |  |  |        |        |
|  | -               | -               |                 |      | 3          |            |  |  |        |        |
|  |                 |                 |                 |      |            |            |  |  |        |        |
|  |                 |                 |                 |      |            |            |  |  |        |        |

## Podio

### Campione
Formazione: 2 Scott, 4 Berg, 5 Sykora, 6 Bachman, 8 Fitzgerald, 9 Crawford, 10 Thomas, 11 Aldrich, 13 Cross, 15 Tom, 16 Noriega, 18 Meendering, CT: Yoshida

## Classifica finale
| Classifica | Squadre         | Qualificazione        |
| ---------- | --------------- | --------------------- |
|            | Stati Uniti     | World Grand Prix 2004 |
|            | Rep. Dominicana | World Grand Prix 2004 |
|            | Cuba            | World Grand Prix 2004 |
| 4          | Brasile         | World Grand Prix 2004 |
| 5          | Venezuela       |                       |
| 6          | Canada          |                       |
| 7          | Porto Rico      |                       |
| 8          | Messico         |                       |